# 迟友骏
泰勒·迈克尔·拉普（英語：Taylor Michael Rapp，1997年12月22日—），中文名为迟友骏，是美国全国橄榄球联盟（NFL）布法罗比尔队的一名自由后卫，曾效力于洛杉矶公羊队，大学期间在华盛顿大学哈士奇队打大学橄榄球，在2019年NFL选秀大会中被公羊队在第二轮61号签选中。

## 生平
迟友骏出生于美国乔治亚州亚特兰大，母亲来自中国上海，父亲为加拿大人。

## 职业生涯
迟友骏在2019年NFL选秀大会中被洛杉矶公羊队在第二轮61号签选中。2022年2月13日作为洛杉矶公羊队的一名安全卫参加了第五十六届超级碗赛事并最终夺得冠军。

## 外部連結
- 迟友骏的X（前Twitter）
- Washington Huskies bio （页面存档备份，存于）
- Los Angeles Rams bio （页面存档备份，存于）